# Ulysse Nardin
A Ulysse Nardin é uma conhecida empresa e marca de relógios de luxo. Foi criada em 1846 por Ulysse Nardin (1823–1876), um respeitado relojoeiro nascido em Le Locle, Suíça. Os primeiros relógios feitos por Nardin foram exportados para a América do Sul e América Central, através de Lucien Dubois, o único cliente de Nardin por dois anos.
Com a morte de Nardin a empresa foi assumida por Paul-David, que obteve diversas medalhas de ouro em exposições por seus cronômetros.
Hoje a Ulysse Nardin possui 4 300 premiações, sem contar diversas grandes descobertas e inovações na alta relojoaria, como o primeiro relógio de pulso com repetição de minutos e o primeiro relógio tourbillon com repetição de minutos.

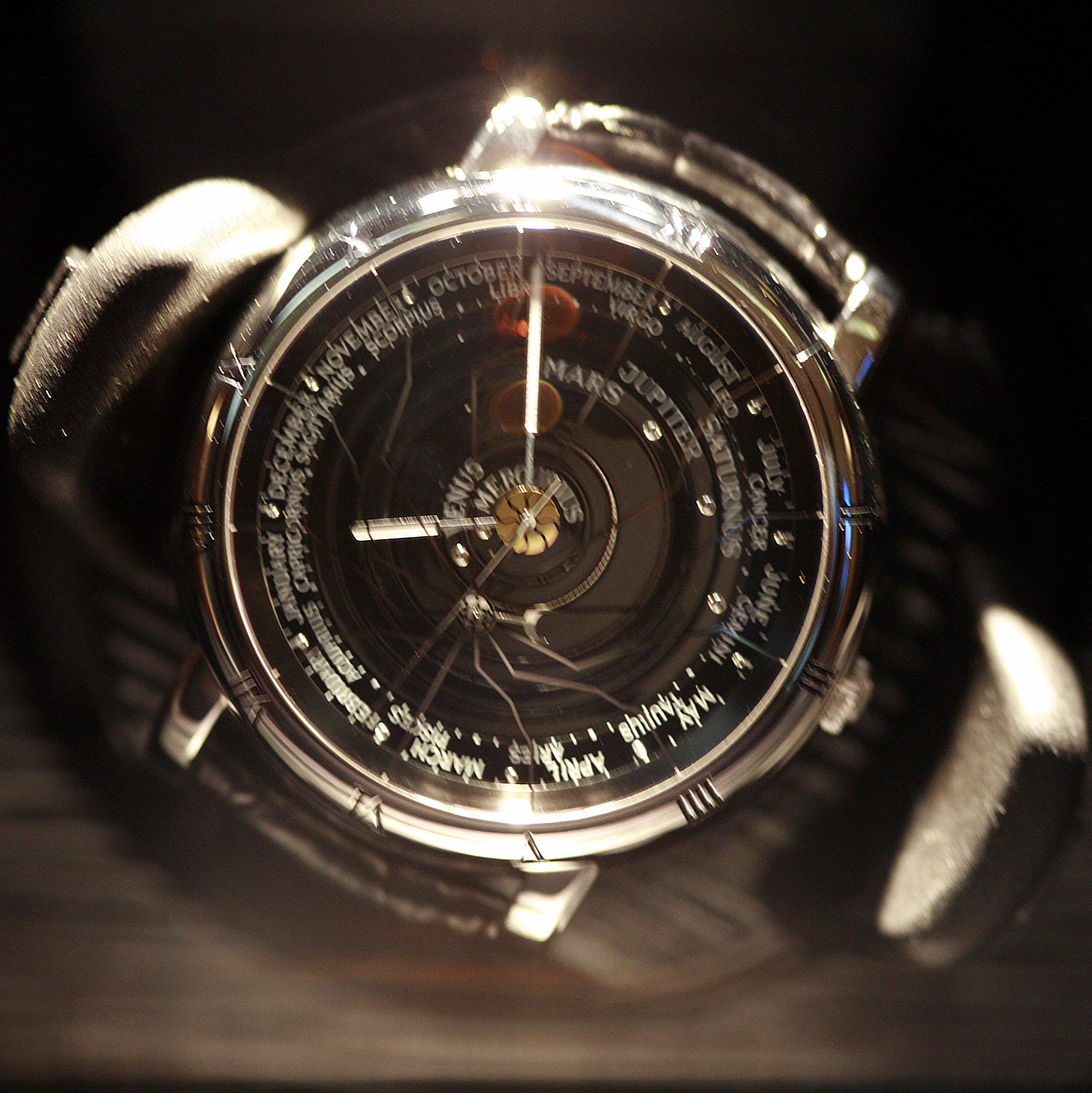
Astrolabium Galileo Galilei
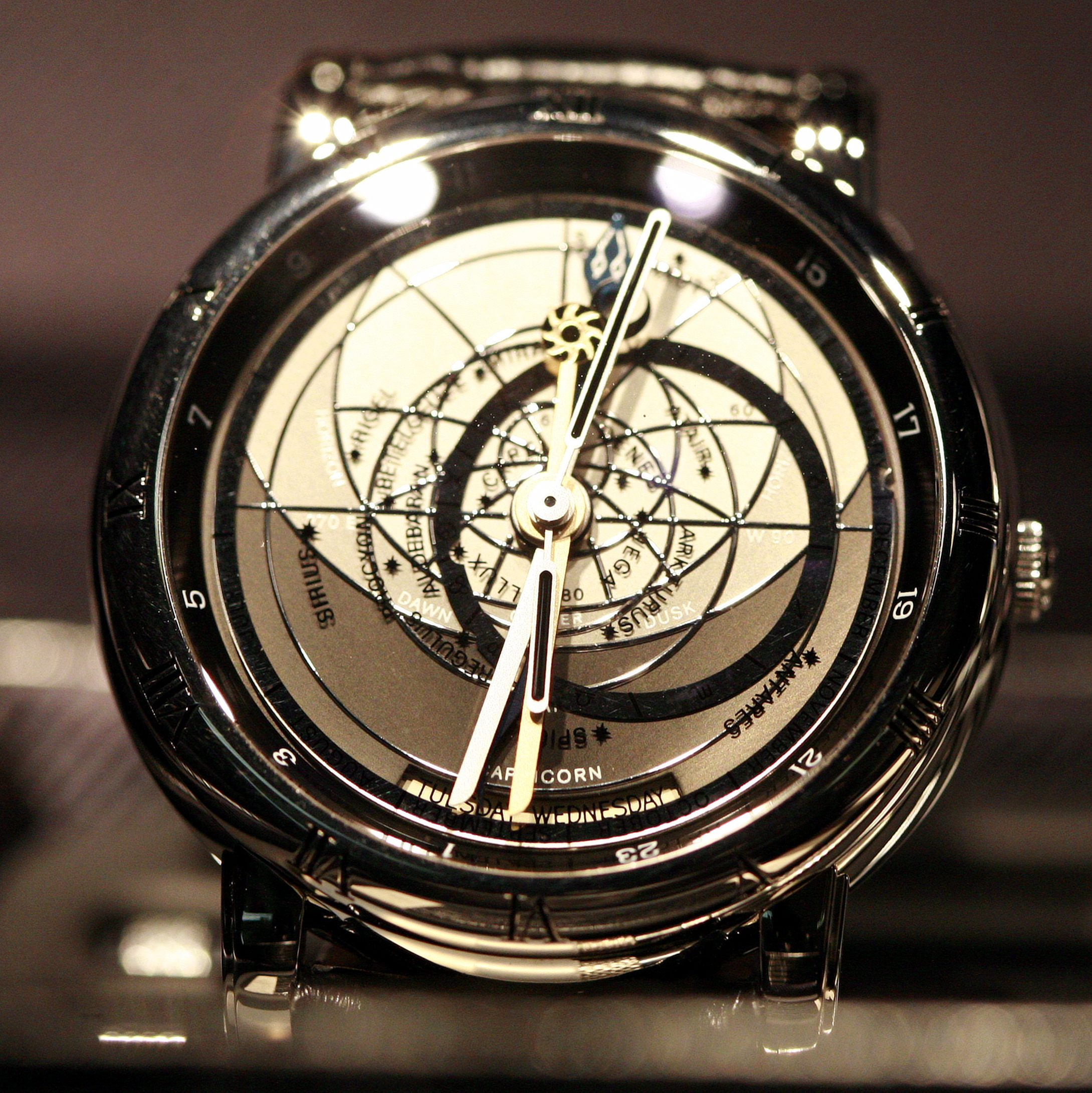
Planetarium Copernicus
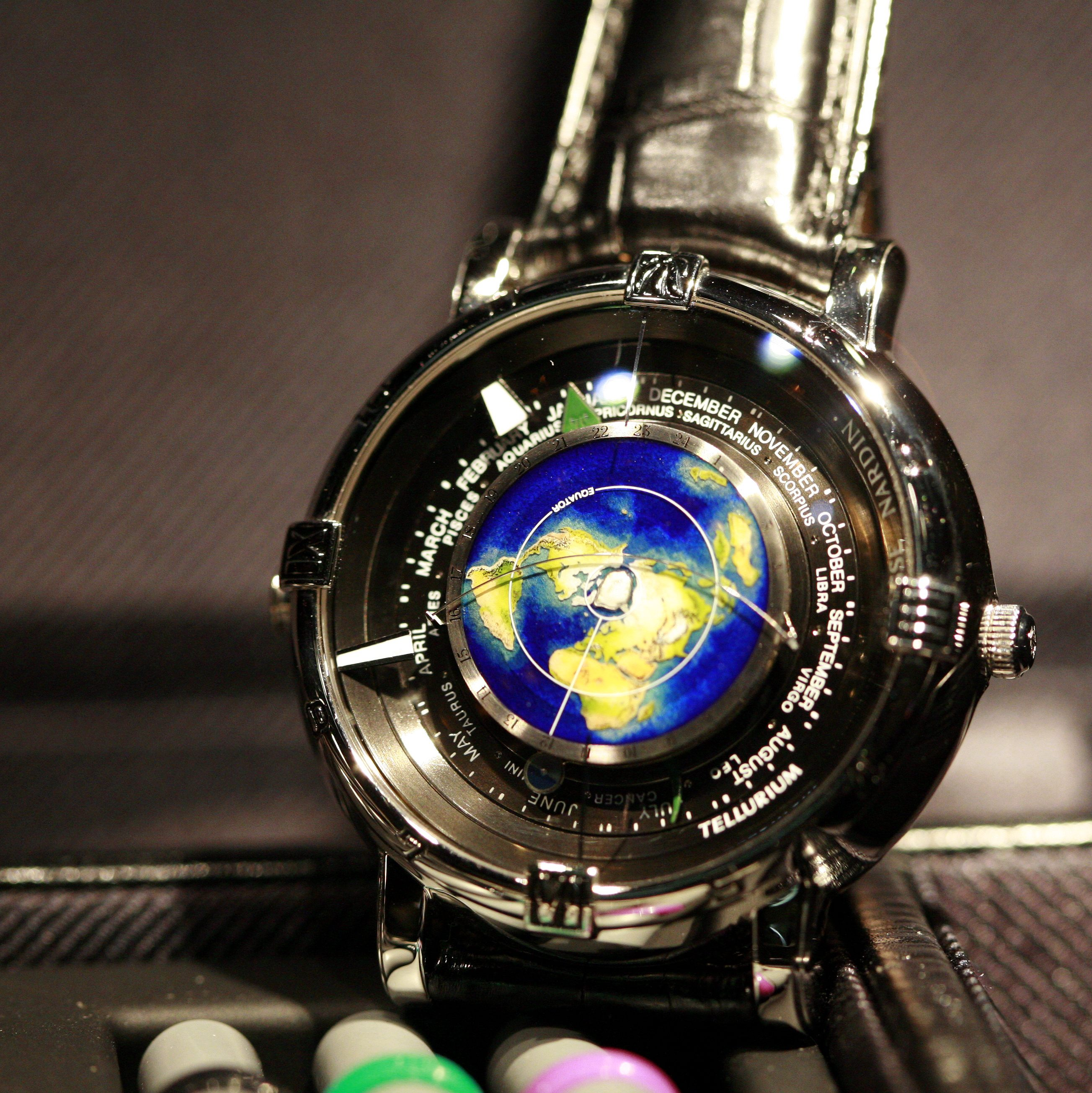
Tellurium Johannes Kepler